# Geaya insularis
Geaya insularis is een hooiwagen uit de familie Sclerosomatidae.